# Programul chinez de explorare lunară
Programul chinezesc de explorare lunară (chineză: 中国探月; pinyin: Zhōngguó Tànyuè) denumit după numele zeiței chineze a Lunii Chang'e, constă într-o serie de misiuni lunare robotizate în curs de desfășurare de către Agenția Națională Spațială Chineză (CNSA). Programul cuprinde orbitatoare lunare, landere, rovere și nave spațiale de returnare a mostrelor, lansate cu ajutorul seriei de rachete Long March. Este posibil ca o componentă umană de aselenizare să fi fost adăugată la program, după ce China a anunțat public planurile de aselenizare cu echipaj până în anul 2030, în timpul unei conferințe din iulie 2023.
Lansările și zborurile programului sunt monitorizate de un sistem de telemetrie, urmărire și comandă (TT&C), care utilizează antene radio de 50 de metri în Beijing și antene de 40 de metri în Kunming, Shanghai și Ürümqi pentru a forma o antenă VLBI de 3.000 de kilometri.

## Structura programului
Programul chinezesc de explorare lunară este împărțit în patru faze operaționale principale, fiecare misiune servind drept demonstrator tehnologic în vederea pregătirii misiunilor viitoare. Cooperarea internațională, sub forma diferitelor încărcături utile și a unei stații robotizate, se fce la invitația Chinei.

### Faza I (robotică): Misiuni orbitale
Prima fază a presupus lansarea a două nave orbitale lunare și este acum finalizată.
- Chang'e 1, lansată la 24 octombrie 2007 la bordul unei rachete Long March 3A, a scanat întreaga Lună cu detalii fără precedent, generând o hartă 3D de înaltă definiție care va constitui o referință pentru viitoarele aterizări ușoare. De asemenea, sonda a cartografiat abundența și distribuția diferitelor elemente chimice de pe suprafața lunară, ca parte a unei evaluări a resurselor potențial utile.
- Chang'e 2, lansată la 1 octombrie 2010 la bordul unei rachete Long March 3C, a ajuns pe Lună în mai puțin de 5 zile, față de 12 zile pentru Chang'e 1, și a cartografiat Luna cu și mai multe detalii. Apoi a părăsit orbita lunară și s-a îndreptat spre punctul Lagrange Pământ-Soare L2 pentru a testa rețeaua TT&C. În acest scop, a efectuat un survol al asteroidului 4179 Toutatis la 13 decembrie 2012, înainte de a se îndrepta spre spațiul cosmic pentru a testa în continuare rețeaua TT&C.

### Faza II (robotică): Landere/rovere
Cea de-a doua fază este în curs de desfășurare și include nave spațiale capabile să aterizeze pe Lună și să desfășoare rovere lunare.
- Chang'e 3, lansată la 2 decembrie 2013 la bordul unei rachete Long March 3B, a aterizat pe Lună la 14 decembrie 2013. Aceasta a transportat cu ea un rover lunar de 140 de kilograme numit Yutu, care a fost proiectat să exploreze o suprafață de 3 km2 în timpul unei misiuni de 3 luni. De asemenea, trebuia să efectueze observații în ultraviolet ale galaxiilor, nucleelor galactice active, stelelor variabile, binarelor, novae, quasarilor, precum și ale structurii și dinamicii plasmasferei terestre.
- Chang'e 4 a fost lansată la 7 decembrie 2018. Programată inițial pentru 2015, a fost o soluție de rezervă pentru Chang'e 3. Cu toate acestea, ca urmare a succesului acestei misiuni, configurația lui Chang'e 4 a fost ajustată pentru următoarea misiune.[5] Aceasta a aterizat la 3 ianuarie 2019 în bazinul Polul Sud-Aitken, pe partea îndepărtată a Lunii, și a desfășurat roverul Yutu 2.[6]

### Faza III (robotică): Returnare de eșantione
Cea de-a treia fază a inclus o misiune de returnare a unui eșantion lunar.
- Chang'e 5-T1 a fost lansată la 23 octombrie 2014. Aceasta a fost concepută pentru a testa nava spațială de întoarcere lunară.
- Chang'e 5 a fost lansată la 23 noiembrie 2020, a aterizat lângă Mons Rümker, pe Lună, la 1 decembrie 2020, și s-a întors pe Pământ la 16 decembrie 2020, cu aproximativ 1,7 kilograme de sol lunar.[7]

### Faza IV (robotică): Stație de cercetare robotică lunară
Faza IV constă în dezvoltarea unei stații lunare autonome de cercetare în apropierea polului sud al Lunii.  Programul Faza IV a intrat în dezvoltare activă în 2023, în urma finalizării cu succes a celor trei faze anterioare.
- Chang'e 6, lansată la 3 mai 2024,[11][12][13] a investigat topografia, compoziția și structura subsuperficială a bazinului Polul Sud-Aitken de pe partea îndepărtată a Lunii. Misiunea a returnat pe Pământ eșantioane din bazinul Apollo de pe partea îndepărtată a Lunii.[14][15] De asemenea, a transportat un rover chinez numit Yidong Xiangji pentru a efectua spectroscopia în infraroșu a suprafeței lunare și lansat modulul de aterizare Chang'e 6 pe suprafața lunară.[16]
- Chang'e 7, preconizată să fie lansată în 2026, este o misiune care va explora Polul Sud în căutare de resurse. Misiunea va include un orbitator, un modul de aterizare și o minisonda zburătoare.[17]
- Chang'e 8, preconizată să fie lansată în 2028, va verifica tehnologiile de dezvoltare și utilizare a resurselor in situ.[17] Poate include un lander, un rover și un detector zburător,[8] precum și un experiment de imprimare 3D care utilizează utilizarea resurselor in situ (ISRU) pentru a testa construcția unei structuri.[4] Va transporta, de asemenea, un mic experiment de ecosistem sigilat.[8] Va testa tehnologia necesară pentru construirea unei baze științifice lunare.[18]

## Lista misiunilor

### Misiuni desfășurate
Aterizare forțată planificată   Aterizare ușoară planificată
| Misiune      | Dată lansare | Vehicul lansare | Dată inserție orbitală | Dată aterizare | Dată întoacere | Note | Status             | Status          |
| Misiune      | Dată lansare | Vehicul lansare | Dată inserție orbitală | Dată aterizare | Dată întoacere | Note | Misiune principală | Misiune extinsă |
| ------------ | ------------ | --------------- | ---------------------- | -------------- | -------------- | --- | ------------------ | --------------- |
| Faza 1       |              |                 |                        |                |                | |                    |                 |
| Chang'e 1    | 24 oct 2007  | Long March 3A   | 7 nov 2007             | 1 mar 2009     | -              | Orbitator lunar; prima misiune lunară chineză | Succes             | -               |
| Chang'e 2    | 1 oct 2010   | Long March 3C   | 6 oct 2010             | -              | -              | Orbitor lunar; în urma misiunii pe orbită lunară, a efectuat o misiune extinsă către 4179 Toutatis. | Succes             | Succes          |
| Faza 2       |              |                 |                        |                |                | |                    |                 |
| Chang'e 3    | 1 dec 2013   | Long March 3B   | 6 dec 2013             | 14 dec 2013    | -              | Lander și rover kubar; prima aterizare lunară chineză, a aterizat în Mare Imbrium împreună cu Yutu 1. | Succes             | În desfășurare  |
| Queqiao 1    | 20 mai 2018  | Long March 4C   | 14 iun 2018            | -              | -              | Satelit releu situat în punctul Pământ-Lună Lsub>2 pentru a permite comunicarea cu Chang'e 4 | Succes             | În desfășurare  |
| Chang'e 4    | 7 dec 2018   | Long March 3B   | 12 dec 2018            | 3 ian 2019     | -              | Lander și rover lunar; prima aterizare ușoară pe partea îndepărtată a Lunii, a aterizat în craterul Von Karman împreună cu Yutu-2. | Succes             | În desfășurare  |
| Faza 3       |              |                 |                        |                |                | |                    |                 |
| Chang'e 5-T1 | 23 oct 2014  | Long March 3C   | 10 ian 2015            | -              | 31 oct 2014    | Testarea experimentală a tehnologiilor de testare a zborurilor înainte de prima întoarcere a eșantioanelor lunare; a testat capsula de întoarcere și tehnicile de rendezvous autonom pe orbita lunară și alte manevre.                                   | Succes             | Succes          |
| Chang'e 5    | 23 nov 2020  | Long March 5    | 28 nov 2020            | 1 dec 2020     | 16 dec 2020    | Orbitor lunar, lander și returnarea probelor; a aterizat lângă Mons Rümker și a returnat pe Pământ 1,731 kg de sol lunar. Modulul de serviciu a făcut o vizită la punctul Lagrange L1 și a efectuat, de asemenea, un survol lunar în misiune prelungită. | Succes             | În desfășurare  |
| Faza 4       |              |                 |                        |                |                | |                    |                 |
| Queqiao 2    | 20 mar 2024  | Long March 8    | 24 mar 2024            | -              | -              | Satelitul Lunar Relay va sprijini comunicațiile pentru viitoarele misiuni lunare. | Succes             | În desfășurare  |
| Chang'e 6    | 3 mai 2024   | Long March 5    | 8 mai 2024             | 1 iunie 2024   | 25 iunie 2024  | Orbitor lunar, lander, rover și returnare de mostre; programată să aterizeze în bazinul Polul Sud-Aitken de pe partea îndepărtată a Lunii. | Succes             | N/A             |

### Misiuni viitoare
| Misiune                         | Dată lansare | Vehicul lansare | Tip misiune                         | Note |
| ------------------------------- | ------------ | --------------- | ----------------------------------- | --- |
| Faza 4                          |              |                 |                                     | |
| Chang'e 7                       | 2026         | Long March 5    | Cercetarea suprafeței lunare        | Orbitor lunar, lander, rover și mini-sondă zburătoare; se așteaptă să efectueze o explorare în profunzime a polului sudic lunar pentru a căuta resurse.                                          |
| Chang'e 8                       | 2028         | Long March 5    | Cercetarea suprafeței lunare        | Detaliile complete ale misiunii sunt momentan necunoscute; va testa tehnologiile ISRU și de imprimare 3D, înainte de o viitoare explorare a Lunii cu echipaj.                                    |
| Prima misiune lunară cu echipaj | 2029-2030    | Long March 10   | Aterizare umană pe suprafața lunară | 2 lansări cu ajutorul Long March 10 pentru a plasa doi astronauți pe suprafața lunară prin intermediul navei spațiale cu echipaj de ultimă generație și al modulului lunar chinezesc cu echipaj. |